# Molophilus macleayanus
Molophilus macleayanus là một loài ruồi trong họ Limoniidae. Chúng phân bố ở miền Australasia.